# D아니메스토어

d아니메스토어(dアニメストア, D-anime Store, 도코모 아니메스토어, 구 명칭: 아니메스토어, アニメストア)는 NTT 도코모와 가도카와가 대주주로 소유한 일본의 주문형 구독 비디오(SVOD) 서비스이다. 애니메이션 전문 회사로 2012년 7월에 출시되었다.

## 역사
2012년 5월 16일, NTT 도코모와 가도카와 쇼텐은 합작 회사인 도코모 아니메스토어의 설립을 발표했다. 회사는 7월 3일 스마트폰 애니메이션 유통 서비스인 '아니메 스토어'를 시작했다. 이 서비스는 도코모의 스마트폰 온라인 스토어인 d마켓 내에서 제공되었으며, 전년도에는 도코모는 비디오 스토어라는 SVOD 서비스도 시작했다. 일본 만화 영화. 출시 당시 이 서비스에는 약 500개의 릴리스가 있었고 월간 구독료는 도코모 사용자 전용으로 420엔이었다.
2012년 9월 가입자 10만명을 돌파했고, 2013년 5월 가입자 50만명을 돌파했으며, 출시 1년 만인 같은 해 8월 가입자 100만명을 돌파했다.
2013년 1월 30일, 아니메 스토어는 d아니메스토어로 이름이 변경되었다.
2018년 7월 2일, 아마존 프라임 회원을 위한 유료 채널로 "프라임 비디오용 d아니메스토어" 채널이 출시되었다. 프라임 멤버십 요금 외에 월 432엔의 요금이 부과됐다. d아니메스토어의 2,400개 이상의 릴리스에 비해 채널에서 사용할 수 있는 릴리스 수는 처음에는 약 1,500개였다.
2020년 3월 18일, 도코모는 사용자가 애니메이션과 실사 등 두 가지 유형의 콘텐츠를 시청할 수 있는 다데요코 도가라는 서비스 배포를 시작할 것이라고 발표했다. 동시에 스마트폰의 방향을 세로 또는 가로 모드로 변경하면 된다. 두 가지 이야기를 서로 다른 관점에서 볼 수 있어 사용자들은 새로운 해석과 감동을 발견할 수 있다는 것이다. 첫 번째로 제공되는 콘텐츠는 애니메이션 제작사 카미카제동가와 일본 밴드 도쿄지헨의 콜라보레이션이었다. 가로 모드에서는 동경사변의 노래 '노도테키삼푼칸'의 뮤직비디오를 볼 수 있고, 세로 모드에서는 뮤직비디오에 동기화된 오리지널 애니메이션을 볼 수 있다.
2019년 d아니메스토어 어워드가 시작되었다.